# جيري جيف ووكر
جيري جيف ووكر (بالإنجليزية: Jerry Jeff Walker)‏ هو كاتب أغاني ومغني وفنان الشارع أمريكي، ولد في 16 مارس 1942 في أونيونتا في الولايات المتحدة.

## وصلات خارجية
- الموقع الرسمي
- جيري جيف ووكر على موقع IMDb (الإنجليزية)
- جيري جيف ووكر على موقع ميوزك برينز (الإنجليزية)
- جيري جيف ووكر على موقع قاعدة بيانات برودواي على الإنترنت (الإنجليزية)
- جيري جيف ووكر على موقع إن إن دي بي (الإنجليزية)
- جيري جيف ووكر على موقع أول ميوزيك (الإنجليزية)
- جيري جيف ووكر على موقع أول ميوزيك (الإنجليزية)
- جيري جيف ووكر على موقع ديسكوغز (الإنجليزية)
- جيري جيف ووكر على موقع قاعدة بيانات الفيلم (الإنجليزية)